# Wilhelm August Graah

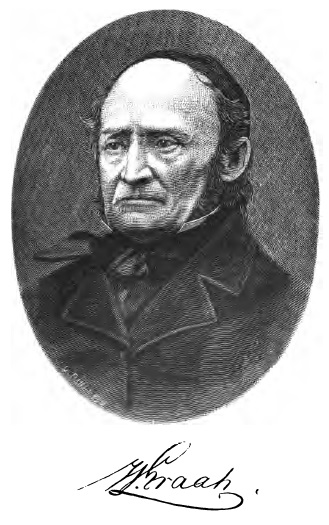
Wilhelm August Graah

Wilhelm August Graah (* 24. Oktober 1793 in Kopenhagen; † 16. September 1863 ebenda) war ein dänischer Marineoffizier und Polarforscher. Er leitete von 1828 bis 1830 eine Expedition zur Suche nach der Ostsiedlung der Grænlendingar, die man damals an der Ostküste Grönlands vermutete. Er entdeckte und kartierte dabei 550 km bis dahin unbekannter Küste.

## Leben

### Frühe Jahre
Wilhelm August Graah war der Sohn des Assessors am Højesteret Peder Hersleb Graah (1750–1830) und dessen Frau Eleonora Sophie Beck (1759–1829). Er schlug die militärische Laufbahn ein, war 1813 Leutnant in der Dänischen Marine, 1820 Oberleutnant, 1830 Kapitänleutnant, 1840 Kapitän und 1841 Kapitän à la suite. 1818 veröffentlichte er ein Buch über die Geschichte der Dänischen Seekriege (Udkast til Danmarks Søekrigshistorie).
1821 nahm Graah Vermessungs- und Kartierungsarbeiten in Island vor. 1823 wurde er in ähnlicher Mission nach Westgrönland geschickt. Er überwinterte in Qeqertarsuaq (Godhavn) auf der Diskoinsel und vermaß die Küste zwischen Aasiaat (Egedesminde) und Upernavik. Als Ergebnis seiner Arbeiten veröffentlichte das Königliche Seekartenarchiv 1825 eine Seekarte Westgrönlands mit Segelanweisungen für die Davisstraße und die wichtigsten grönländischen Häfen.

### Die Expedition nach Ostgrönland

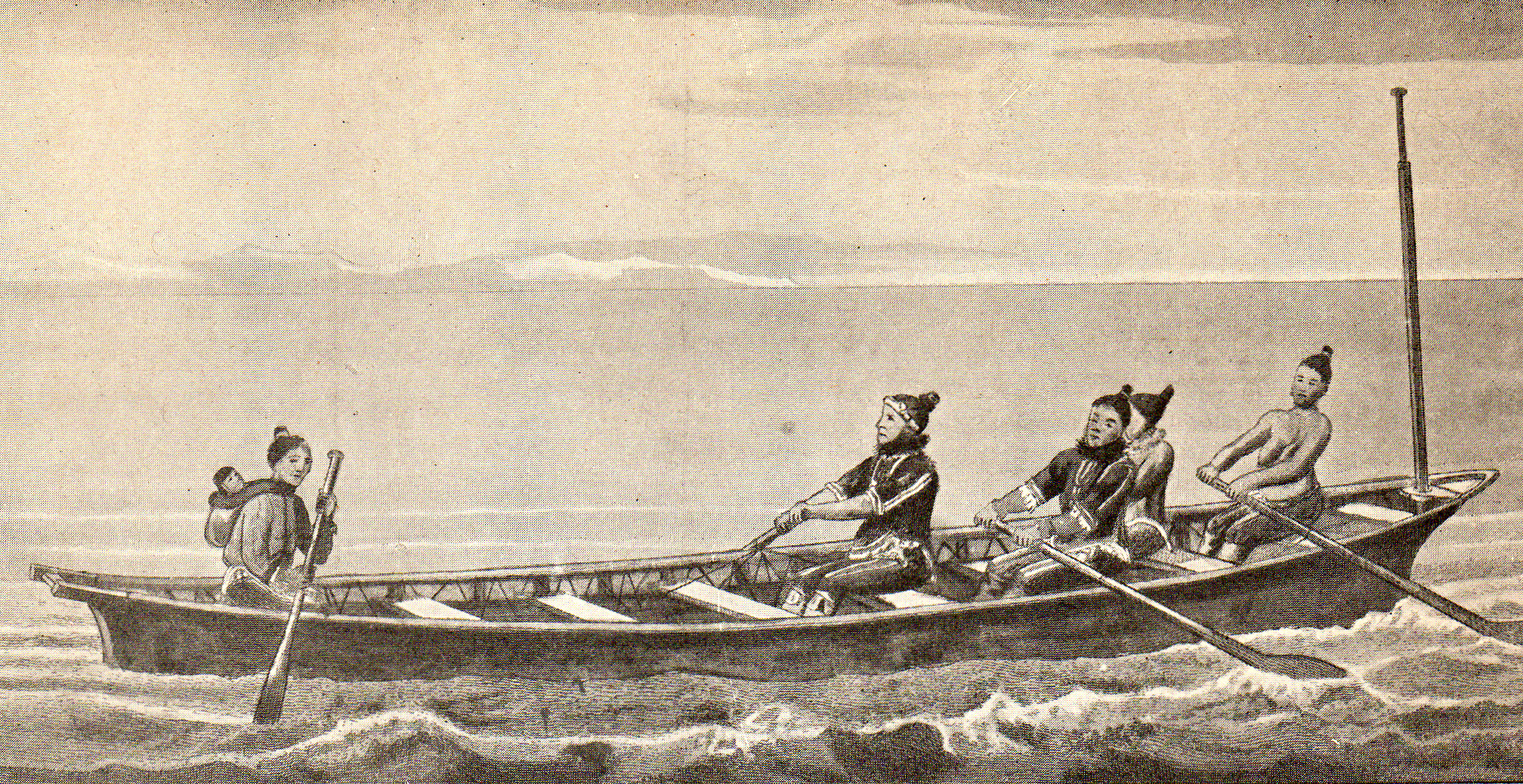
Umiak (Illustration aus Graahs Expeditionsbericht, 1832)

Am Anfang des 19. Jahrhunderts war die Ostküste Grönlands weitgehend unbekannt. Das mit dem Ostgrönlandstrom mitgeführte Packeis hatte Landungen verhindert, obwohl mehrere Kapitäne versucht hatten, es zu durchbrechen. Nur 1752 war es dem dänischen Händler Peder Olsen Walløe (1716–1793) gelungen, in einem Umiak, dem Frauenboot der Eskimos, von Westgrönland kommend Kap Farvel zu passieren und etwa 60 km an der Ostküste entlangzufahren. Erst im Sommer 1822 erforschte der britische Walfänger William Scoresby den etwa 650 km langen Küstenstreifen zwischen 69 und 75° nördlicher Breite. Ein Jahr später hatte der schottische Kapitän Douglas Clavering die Insel Shannon und die Pendulum Øer erreicht.
In dieser Situation beschloss der dänische König Friedrich VI., eine Expedition auszusenden, deren Ziel einerseits die Sicherung der dänischen Ansprüche auf ganz Grönland, andererseits die Suche nach der legendären Ostsiedlung der Grænlendingar war, die man damals hier vermutete. Insbesondere sollte der Abschnitt der Küste zwischen Walløes nördlichstem und Scoresbys südlichstem Punkt, also zwischen 60,5° und 69° nördlicher Breite, erforscht und kartiert werden. Der Auftrag erging an Wilhelm Graah, der die zur Lösung der Aufgabe nötigen Erfahrungen besaß. Ihm zur Seite gestellt wurden der Botaniker Jens Vahl, der Kolonialverwalter in Paamiut (Frederikshåb) Jens Mathias Mathiesen und ein Seemann, der für das Kochen verantwortlich war.
Graah kam im Juni 1828 mit Vahl nach Qaqortoq (Julianehåb), wo er zwei Umiaks bauen ließ und fünf einheimische Männer zum Jagen und zehn Frauen zum Rudern rekrutierte. Im Oktober unternahm er eine Erkundungsfahrt zum Prins Christian Sund. Den Winter verbrachten Graah und Vahl mit meteorologischen und erdmagnetischen Beobachtungen in Nanortalik. Am 21. März 1829 brach die Expedition auf und passierte bis zum 1. April den Prins Christian Sund. Von nun an hatte sie mit schwerem Packeis zu kämpfen und kam oft wochenlang nicht voran. Kalbende Gletscher stellten eine ständige Gefahr für die Boote dar. Immer wieder traf Graah auf Tunumiit, die er vergeblich nach den Grænlendingar oder Spuren ihrer Siedlung befragte. Um die abnehmenden Essensvorräte zu schonen, schickte Graah am 20. Juni nördlich von Qunaranaaq (Kap Tordenskjold) bei 61° 37′ Nord, wo er auf ein Lager von 50 Inuit gestoßen war, fast die gesamte Expeditionsmannschaft zurück. Er setzte die Fahrt nur mit zwei Ruderinnen aus Nanortalik und zwei Inuitfamilien von der Ostküste fort. Am 21. August erreichte Graah bei 65° 15′ 36″ seinen nördlichsten Punkt. Er hisste die dänische Flagge auf der Insel Dannebrog Ø und nahm den gesamten von ihm entdeckten Landstrich als Kong Frederik VI Kyst für die dänische Krone in Besitz. Er war nun 645 km Luftlinie vom Prins Christian Sund entfernt, hatte aber den anvisierten 69. Breitengrad nicht erreicht. Am 1. Oktober kam er an seinem vorgesehenen Überwinterungsplatz an, Nuugaarfik bei Imaarsivik bei 63° 21′ Nord. Während der nächsten Monate, die er in einem Winterhaus der Inuit verbrachte, war Graah ernsthaft krank. Trotzdem startete er am 5. April 1830 den Versuch, weiter nach Norden vorzudringen als im Jahr zuvor, musste aber im Juli aufgeben. Am 16. Oktober erreichte er Nanortalik und überwinterte in Qaqortoq. 1831 kehrte er nach Dänemark zurück.
Graahs Expedition war der erste geplante und erfolgreiche Versuch, die Ostküste Grönlands zu erkunden und zu kartieren. Graah erforschte 550 km bis dahin unbekannter Küste und sammelte umfangreiche Informationen über das Land und seine Bewohner. Viele seiner Beschreibungen wurden wörtlich in das 110 Jahre später erscheinende Seehandbuch für Ostgrönland und Island übernommen. Ähnlich große Küstenabschnitte in Ostgrönland entdeckten erst wieder Georg Carl Amdrup im Jahr 1900 und Ludvig Mylius-Erichsen im Jahr 1907.

### Weiterer Lebensweg
Am 2. September 1832 heiratete Wilhelm Graah Maren Cathrine West (1810–1879), die Tochter von Johannes West (1771–1835), der von 1817 bis 1824 Inspektor von Nordgrönland gewesen war, und seiner Frau Ane Elisabeth Fuchs (1779–1844). Wahrscheinlich hatte Graah sie schon 1823 in Godhavn kennengelernt.
Unmittelbar nach seiner Rückkehr nach Kopenhagen wurde er 1831 zum Direktor von Den Kongelige Grønlandske Handel ernannt. Ab 1835 war Graah auch Mitglied der Grönländischen Kommission. Sein Wirken in beiden Gremien war darauf gerichtet, die Lebensbedingungen der Inuit zu verbessern. Er unterbreitete Vorschläge zur Entwicklung des Schulsystems, zur Verbesserung der Wohnverhältnisse und zur Förderung des Kabeljaufangs. Neben Hinrich Johannes Rink wird er als wichtigster Reformer der dänischen Administration in Grönland im 19. Jahrhundert angesehen.
In den Jahren 1837 bis 1839 reiste Graah als Kommandant der Brigg St. Thomas zu Vermessungsarbeiten nach Dänisch-Westindien.
1850 zog er sich von seinen Ämtern zurück. Er starb 1863.

## Ehrungen
Wilhelm Graah wurde 1831 Ritter des Dannebrogordens. In Grönland sind mehrere geographische Objekte nach ihm benannt, wie der Graahfjord, die Graahberge (Graahs Fjelde), die Graahinseln (Graahs Øer) und Kap Graah.

## Werke
- Udkast til Danmarks Søekrigshistorie, 1818
- Beskrivelse til det voxende Situations-Kaart over den vestlige kyst af Grønland fra 68° 30′ til 73° Brede, 1825 (eingeschränkte Vorschau in der Google-Buchsuche)
- Undersøgelses-Reise til Østkysten af Grønland, efter kongelig Befaling udført i Aarene 1828–31, 1832 (Digitalisat)

englische Ausgabe: Narrative of an Expedition to the East Coast of Greenland, Sent by Order of the King of Denmark, in Search of the Lost Colonies, 1837 (eingeschränkte Vorschau in der Google-Buchsuche)